# Washington Rodríguez
Washington Rodríguez Medina (Montevideo, 6 aprile 1944 – Montevideo, 31 dicembre 2014) è stato un pugile uruguaiano.

## Palmarès

### Olimpiadi
- 1 medaglia:
  - 1 bronzo (Tokyo 1964 nei pesi gallo)